# Chépica
Chépica è un comune del Cile della provincia di Colchagua nella Regione del Libertador General Bernardo O'Higgins. Al censimento del 2002 possedeva una popolazione di 13.857 abitanti.

## Società

### Evoluzione demografica
| Censimento del 1992 | Censimento del 2002 |
| 14.101 ab.          | 13.857 ab.          |